# Guy Rozemont
Marie Joseph Guy Rozemont (Port Louis, 15 novembre 1915 – Quatre Bornes, 22 marzo 1956) è stato un politico e sindacalista mauriziano, attivo nella colonia britannica di Mauritius.

## Biografia
Pupillo del sindacalista Emmanuel Anquetil, dal 1941 presidente del Partito Laburista, aderì anch'egli al medesimo partito. Negli anni quaranta, i laburisti furono impegnati nella lotta per ottenere il suffragio universale e una nuova costituzione per la colonia, e Rozemont fu uno dei protagonisti delle trattative con il governo coloniale che, nel 1946, accettò l'idea.
Il 25 dicembre 1946 Anquetil morì improvvisamente, e il 14 gennaio successivo Rozemont fu scelto come suo successore come presidente dei laburisti. Manterrà la carica fino alla morte.
Dopo accese trattative, i laburisti riuscirono ad ottenere di inserire nella nuova carta un grande ampliamento degli aventi diritto al voto: non più il suffragio censitario, bensì la previsione che il voto fosse aperto a tutti coloro che erano in grado di scrivere il proprio nome. Nelle prime elezioni dopo l'introduzione della nuova costituzione, il 9 e 10 agosto 1948, Il Partito Laburista riportò una netta vittoria e Rozemont venne eletto al Consiglio Legislativo. Rozemont difese il seggio anche alle successive elezioni del 1953, che videro una nuova affermazione laburista.
In tutti e due i casi, tuttavia, la vittoria venne ribaltata da parte del governatore (Donald Mackenzie Kennedy nel 1948, Hilary Blood nel 1953): oltre ai 19 membri elettivi, la costituzione prevedeva che il Consiglio legislativo avesse anche dodici membri di nomina governativa, ed in entrambi i casi vennero nominati dodici figure di area conservatrice.
A partire dal 1953 Rozemont e i laburisti chiesero con forza una modifica della costituzione, ed un primo incontro si tenne nel luglio del 1955; Rozemont tuttavia non arrivò a vedere la fine delle trattative e la nuova costituzione del 1958: morì all'ospedale di Quatre Bornes il 22 marzo 1956, per un problema cardiaco, correlato ai postumi di un incidente automobilistico nel 1953 e ad una successiva aggressione subita, da cui non si era mai ripreso del tutto.